# Toradora!
Toradora! (とらドラ!?) es una serie de novelas ligeras japonesas escritas por Yuyuko Takemiya, con ilustraciones de Yasu. Las novelas fueron publicadas entre 2006 y 2009 con un total de 10 volúmenes por ASCII Media Works bajo su etiqueta "Dengeki Bunko". Una serie de 3 novelas ligeras adicionales (spin-off) fueron publicadas bajo el título de Toradora! Spin-Off. El primer volumen fue lanzado el 10 de mayo de 2007. 
Una adaptación en manga por Zekkyō empezó a distribuirse en la revista shōnen de manga Dengeki Comic Gao! el 27 de julio de 2007; formalmente publicada por MediaWorks. El manga terminó de distribuirse en Dengeki Comic Gao! el 27 de enero de 2008, pero continuó en la revista Dengeki Daioh de ASCII Media Works el 21 de marzo de 2008.
Un show de radio en Internet empezó en septiembre de 2008; hospedado por Animate TV. Una adaptación a serie de anime producida por J.C.Staff comenzó a transmitirse en Japón por la cadena TV Tokyo el 2 de octubre de 2008. Se estrenó en América Latina el 1 de agosto de 2020 por el servicio de Netflixaunque este terminó abandonando la plataforma.
Finalmente, una novela visual basada en la serie de anime fue producida por Namco Bandai Games, disponible para la plataforma PlayStation Portable y fue lanzado en abril de 2009.
El título Toradora! deriva de los nombres de los dos protagonistas, Taiga Aisaka y Ryūji Takasu. Las palabras Taiga y tiger ("tigre" en inglés) se pronuncian igual, y tigre en japonés es tora (とら). Ryūji significa "hijo de dragón" en japonés, y la transcripción de la palabra dragón ("dragon" en inglés) al japonés es doragon (ドラゴン).

## Argumento
La historia de Toradora! empieza con el protagonista masculino, Ryūji Takasu, quien está frustrado por tratar de verse bien al entrar a segundo año de preparatoria. A pesar de su personalidad gentil, sus ojos los hacen parecer un delincuente intimidante, de manera que se siente sin posibilidades de encajar, especialmente entre sus compañeros. Tras haber sido saludado por su madre con resaca en la mañana, Ryūji va a la escuela y está feliz al encontrarse con quien será su compañero de curso y mejor amigo Kitamura Yūsaku, y la chica de la que está enamorado, Minori Kushieda. De todos modos, ahí es cuando inesperadamente choca con "el animal más peligroso y de más alto riesgo de la escuela" -Taiga Aisaka- quien también va a estar en este curso, y es una buena amiga de Minori.
Taiga tiene una actitud negativa hacia los demás, y no dudará en atacar a la gente. Después de encontrarse con Ryūji, él le desagrada. Taiga viene de una familia adinerada, pero se ha mudado a vivir sola por motivos familiares. Casualmente, está viviendo en un departamento al lado de la casa de Ryūji. Cuando Ryūji descubre que Taiga está enamorada de Yūsaku y Taiga se da cuenta de los sentimientos de Ryūji por Minori; Ryūji sugiere que deberían cooperar para lograr sus objetivos. Taiga se aprovecha del hecho que Ryūji hará cualquier cosa para acercarse a Minori y lo hace su sirviente personal, de modo que termina haciendo para ella todas las tareas del hogar (cocinar y limpiar). Taiga pasa mucho tiempo en la casa de Ryūji; tanto que podría ser considerada un miembro de su familia. Desde que Ryūji pasa más tiempo con Taiga, él se ha abierto al mundo de Taiga y a un lado de ella que la mayoría no conoce. Ambos también tratan de ayudarse a mejorar la imagen que los demás tienen de ellos. De todos modos la gente de la escuela comienza a extrañarse de su relación y los rumores empiezan a expandirse a sus espaldas.

## Personajes
Ryūji Takasu (高須 竜児 Takasu Ryūji?)
Seiyū: Junji Majima Carlos García Cortázar (España)
Ryūji es un estudiante de segundo año de preparatoria, clase C. Su grupo sanguíneo es A+ y su signo zodiacal es Tauro. Su cumpleaños es el 11 de mayo. Debido a su herencia genética, sus ojos lo hacen ver como un delincuente intimidante y eso provoca muchos malentendidos en su vida. Vive con su madre, Yasuko Takasu. En un principio, Ryūji entiende que su padre falleció, pero luego, avanzada la historia, su madre le explica que en realidad su padre la abandonó cuando quedó embarazada. Debido a la ausencia del padre y la desenfadada personalidad de su madre, aprendió a ser autosuficiente y desempeña el rol de padre de familia, lo que le da cierta personalidad cariñosa y protectora. Es bueno cocinando y manteniendo todo limpio en su casa (casi al punto de tener una obsesión por la limpieza), también tiene facilidades para la costura y en general su manía característica es jugar con los mechones en su frente, costumbre adquirida por sus constantes intentos de esconder su mirada con su cabello.
Está enamorado de Minori Kushieda, una chica de su edad y su compañera de clase. Pareciera que tiene una debilidad por las chicas del tipo "cabeza hueca". Tiene un periquito de mascota llamado Inko-chan (inko literalmente significa periquito en japonés). Ryūji a menudo ayuda a Taiga Aisaka con las tareas domésticas, las cuales ella es incapaz de realizar. En la escuela es conocido como la única persona capaz de detener al tigre compacto, refiriéndose al apodo de Taiga. Hubo rumores sobre Ryūji y Taiga como pareja desde que comenzaron a pasar tanto tiempo juntos, sin embargo ese rumor se detuvo cuando Taiga destruyó su salón de clases molesta con sus compañeros porque así dificultaban a Ryuji acercarse a Minori. Sin embargo, según la novela, después que él casi se ahogara en la piscina y la oyera decir que le pertenecía, comprendió que ella le gustaba, aun así, no identificó este sentimiento como genuino amor hasta mucho tiempo después.
Taiga Aisaka (逢坂 大河 Aisaka Taiga?)
Seiyū: Rie Kugimiya Mar Bordello (España)
Taiga es compañera de clase de Ryūji. El grupo sanguíneo de Taiga es A+ y su signo zodiacal es Leo. Su cumpleaños es el 27 de julio. Tiene una hermosa apariencia; sin embargo, es incapaz de tolerar y llevar una buena relación con los demás. Debido a que a menudo se enfrenta a los demás brutalmente y a su pequeña estatura, le han dado el apodo "Tigre de bolsillo" (手乗りタイガー Te Nori Taigā?).El apodo dado ha terminado siendo un complejo que se ve reflejado en su actitud negativa y expresión facial. Esencialmente, Taiga se molesta fácilmente y es consideradamente torpe. También es muy buena luchando y tiene talento en el arte de la espada, esto se demuestra cuando lucha ferozmente con la presidenta del consejo estudiantil. Siendo muy bonita (descrita como una muñeca por Ryūji en muchas ocasiones), usualmente los muchachos de su edad se le declaran, pero los rechaza a todos. Proviene de una familia adinerada pero se fue a vivir sola por problemas familiares. 
Dado que viene de una casa privilegiada, no sabe hacer ninguna tarea doméstica. Cuando conoce a Ryūji y aprende de sus talentos domésticos, termina confiándole la limpieza de su apartamento y su alimentación. Fuera del hecho de que duerme en su propia casa y va a la escuela, pasa la mayor parte del tiempo en la casa de Ryūji; tanto así que casi se le considera como un miembro de la familia. Al principio de la historia, está prácticamente obsesionada con el mejor amigo de Ryuji, Kitamura Yūsaku al punto de mantener una colección de fotografías de él y ponerse nerviosa cada vez que aparece. Por esta razón, Taiga y Ryūji se unen para ayudarse a lograr cada uno una relación con el amigo del otro. De todos modos, a medida que la historia se desarrolla, también desarrolla sentimientos por Ryūji, comentando una vez como incluso cuando están una habitación espaciosa, se sientan muy cerca uno del otro como si estuvieran en la pequeña casa de Ryūji y se muestra algo celosa cuando Ami se acerca demasiado a Ryūji.
Minori Kushieda (櫛枝 実乃梨 Kushieda Minori?)
Seiyū: Yui Horie
Minori es compañera de clase de Ryūji y una amiga cercana de Taiga. También es conocida como Minorin. Al contrario de la negativa Taiga, Minori siempre está animada y sonriendo, por otra parte es una cabeza hueca; siendo la única persona antes que Ryuji que logra hacer aflorar el lado alegre e infantil de Taiga. Es muy atlética y es la capitana del equipo femenino de sóftbol en la escuela, aunque al mismo tiempo tiene varios trabajos a tiempo parcial. Es una glotona en cuanto a comida, pero al mismo tiempo siempre está peleando con las dietas; llamándose a sí misma la "Guerrera de la Dieta". Tiene un hábito de cantar animosa y desafinadamente, tiende a caminar con más energía de la necesaria (levantando mucho sus piernas con cada paso). Parece excitarse mucho al estar relacionada con historias de terror: ella finge asustarse frente a fenómenos sobrenaturales para que así la gente intente asustarla. A pesar de sus tendencias de cabeza hueca, Minori es muy perceptiva con las personalidades de las demás personas, y es una de las pocas personas que ve a Ryūji como la persona gentil que es, y tampoco es engañada por la actuación inocente de Ami. Ella confesó a Taiga sus sentimientos por Ryūji, pero a la vez rechazó cualquier oportunidad ya que decía preferir obtener las cosas por su propio esfuerzo antes que recibirlo de otros, renunciando así a cualquier oportunidad con él (aunque lo cierto era que conocía los sentimientos de Taiga y rechazó a Ryuji por respeto al amor de su amiga). A Minori le gusta hacer analogías de la vida o las situaciones amorosas con ejemplos de fantasmas y extraterrestres, todas aquellas cosas en las que se cree pero de las que no se tienen pruebas. Esto la deja a la par con Ryūji cuando este le contesta a esas sugerencias con la misma temática, como si comprendiera a qué se refería.
Yūsaku Kitamura (北村 祐作 Kitamura Yūsaku?)
Seiyū: Hirofumi Nojima
Yūsaku (también llamado Maruo) es un compañero de clase de Ryūji, y su mejor amigo. Es el vicepresidente del consejo estudiantil, delegado de clase y capitán del equipo masculino de sóftbol. Yūsaku usa lentes ópticos y tiene una personalidad diligente. Él cree que no es bueno hablando con chicas, aunque Ryūji ve lo contrario. Hace un año se declaró a Taiga y al igual que el resto fue rechazado, sin embargo ignoraba que poco después Taiga se arrepintió de esta decisión al darse cuenta de que lo amaba hasta comienzos de segundo año; actualmente le gusta la presidenta del Concejo Estudiantil Sumire Kanö, quien lo integró al consejo hace el año anterior para evitar que el rechazo de Taiga lo deprimiera, desde ese momento ella se volvió su modelo y con el tiempo el objeto de su amor. A pesar de estar en el Consejo Estudiantil, viola las reglas al irse en motocicleta a la escuela. Un chiste repetido es que Yūsaku siempre aparecerá de la nada detrás de Taiga y Ryūji justo cuando ellos están discutiendo un "plan de ataque" para avanzar en sus objetivos amorosos.
Ami Kawashima (川嶋 亜美 Kawashima Ami?)
Seiyū: Eri Kitamura
Ami es la amiga de la infancia de Yūsaku quien ha sido transferida a su clase en la mitad de su segundo año de preparatoria. Es muy bonita y de hecho trabaja como modelo, sin embargo después que cambia de escuela, temporalmente deja de ejercer de modelo ya que se siente aterrorizada por un acosador que la sigue en todo momento. De todos modos, continúa yendo al gimnasio y mantiene una figura delgada. Siempre es amable y generosa con los demás, pero no es más que un engaño; en realidad, es arrogante y no dudará en insultar verbalmente a los demás. Durante su primer encuentro con Taiga, Ami muestra su verdadera personalidad, lo que le ganó ser abofeteada. Desde entonces, Ami y Taiga han sido enemigas, pero su relación mejora conforme pasa la serie. Ami a veces envidia a Taiga ya que puede ser honesta. Cuando su acosador llega a la ciudad persiguiéndola su actitud comienza cambiar, ya que este intentaría acosar a Taiga quien lo enfrentaría, ejemplo que Ami imitó logrando espantarlo. 
Ami está interesada amorosamente en Ryūji, originalmente lo veía con desprecio solo como un objeto para molestar a Taiga, pero finalmente acabaría incluso preguntándole si él amaría su verdadero yo y yendo tan lejos como para hacer una apuesta contra Taiga: una carrera de natación para ganar la oportunidad de tener a Ryüji en su casa en la playa a solas. Ha mostrado recientemente mucho más cariño por Ryūji al decirle que Minori no es una buena opción para él; comparándola con el Sol y a Ryüji con la Luna, y que si están juntos, él se podría quemar. Luego le dice que una persona más indicada para él, sería ella. También suele ponerse celosa cuando éste habla de Taiga aunque intenta no demostrarlo y en una ocasión llegaría a golpearse rudamente con Minori molesta por su actitud hacia el muchacho; sin embargo siempre prefiere apostar por la felicidad de Ryüji lo que la lleva a llamarle la atención por justificar sus sentimientos hacia Taiga como protección o amistad y desafiarlo a aceptarlos como lo que son.
Yasuko Takasu (高須 泰子 Takasu Yasuko?)
Seiyū: Sayaka Ōhara
Yasuko es la madre de Ryūji, aunque ella se refiere a sí misma como eternamente una mujer de 23 años. Mientras ella estaba embarazada su pareja falleció, dejándola sola en el crecimiento de su hijo; posteriormente reconoce a su hijo que en realidad los abandonó por otra mujer. Ella trabaja como anfitriona de un Bar llamado Bishamontengoku donde ocupa el nombre artístico "Mirano" (魅羅乃?). Ella financia económicamente a su familia. Sin embargo, tiene una personalidad infantil y dado que trabaja, le encarga las tareas domésticas a Ryūji. Le agrada Taiga inmediatamente y ya la considera como un miembro de la familia.
Yuri Koigakubo (恋ヶ窪 ゆり Koigakubo Yuri?)
Seiyū: Rie Tanaka
Yuri es la profesora jefe veinteañera de la clase de Ryūji, aunque ella aparece de 30 años en el quinto volumen de las novelas ligeras. Le gusta hacer las cosas a su propio ritmo y le teme a la manera de hablar de Taiga y muestra un especial resentimiento ante cualquier comentario de sus alumnos que deje en claro (que ella lo intérprete así) la diferencia de edad con ella. Dado que ya está llegando a los treinta, Yuri quiere casarse pronto; incluso trata de vestirse bien para intentar involucrarse en una relación más rápidamente, a medida que transcurre la historia razona que no es necesario ni seguro depender totalmente de un hombre, por lo que decide adquirir un departamento propio para asegurar su estabilidad e independencia.
Sumire Kanō (狩野 すみれ Kanō Sumire?)
Seiyū: Yūko Kaida
Sumire es la presidenta del Consejo Estudiantil y siempre se maneja para obtener las mejores calificaciones en la escuela; es de hecho una alumna becada y tiene una pésima vista. Tiene una personalidad muy fuerte y decidida de la que depende para ser una figura a seguir. Su hermana menor es Sakura y sus padres son dueños de un supermercado. A Sumire le gusta Yūsaku y el resultado de esto es la hostilidad de Taiga. A pesar de su carácter masculino tiene pavor hacia las serpientes debido a un trauma años atrás; además de embriagarse con facilidad.
Sakura Kanō (狩野 さくら Kanō Sakura?)
Sakura es la hermana menor de Sumire quien asiste a la misma secundaria, aunque sus calificaciones son horribles. Ella puede flirtear inconscientemente con la gente, y como su hermana, odia las serpientes. Le gusta Kota Tomie, por lo que cuando este acosa a Taiga hasta lograr que lo golpee por intentar cumplir la superstición que dice si tocas al Tigre Compacto obtendrás la felicidad es quien se encarga de sus heridas, siendo muy cercanos a partir de ese punto.
Kōta Tomiie (富家 幸太 Tomiie Kōta?)
Seiyū: Ryōko Shiraishi
Kōta es un estudiante de primer año y el principal personaje en Toradora Spin-off!. Generalmente el no está feliz con su vida debido a su "mala suerte de nacimiento". Trabaja en el Consejo Estudiantil en asuntos generales, y obtiene buenas calificaciones. Cuando se corrió el rumor que tocar o ser golpeado por Taiga aseguraba la felicidad y buena fortuna la persiguió constantemente hasta que la pobre paciencia de la joven acabó y le dio una golpiza, lo que paradójicamente le consiguió la atención de Sakura Kano, la hermosa compañera que le gustaba.
Hisamitsu Noto (能登 久光 Noto Hisamitsu?)
Seiyū: Kazuyuki Okitsu
Hisamitsu es un compañero de clase de Ryūji que usa anteojos con marco negro. También era compañero de Ryüji el año anterior y se lleva bien con él. Más tarde es quien intenta emparejar a Kitamura y Taiga. Está enamorado de Kihara.
Kōji Haruta (春田 浩次 Haruta Kōji?)
Seiyū: Hiroyuki Yoshino
Kōji es un compañero de clase de Ryūji que tiene el pelo largo y se lleva bien con él. Es un año mayor que sus compañeros pero debió repetir porque es demasiado perezoso para estudiar, sin embargo no carece de potencial, mostrando especial habilidad para la literatura y el drama. En San Valentín revela que su novia es una mujer adulta que está muy enamorada de él.
Maya Kihara (木原 麻耶 Kihara Maya?)
Seiyū: Ai Nonaka
Maya es una compañera de clase de Ryūji que a menudo pasa el tiempo con Nanako. Ella es una kogal.
Nanako Kashii (香椎 奈々子 Kashii Nanako?)
Seiyū: Momoko Ishikawa
Nanako es una compañera de clase de Ryüji que a menudo pasa el tiempo con Maya y Ami
Kuroma (黒間?)
Kuroma es el profesor de gimnasia soltero en la escuela de Ryüji. Le gusta todo lo relacionado con el aumento de masa muscular.
Inko-chan (インコちゃん?)
Seiyū: Saori Gotō
Es el periquito de la familia Takasu, parece tener alguna enfermedad, Ryuji siempre espera que al fin pueda pronunciar su nombre, aunque siempre termina diciendo incoherencias.

## Adaptaciones

### Novelas ligeras
Toradora! comenzó como una series de novelas ligeras escritas por Yuyuko Takemiya e ilustradas por Yasu. Las novelas fueron publicadas por ASCII Media Works bajo su etiqueta Dengeki Bunko. La primera novela fue lanzada el 10 de marzo de 2006 la última el 10 de marzo de 2009. Hay cuatro capítulos adicionales que no están en los volúmenes; tres de los cuales aparecieron en antologías de novelas ligeras por separado, publicadas por MediaWorks en noviembre de 2006, marzo de 2007 y el último capítulo, titulado Toradora! vino con un tigre de peluche lanzado en abril de 2007.
También fue creado un spin-off (historia derivada) de la serie original bajo el título Toradora Spin-off! (とらドラ・スピンオフ！?). Un volumen de la serie derivada (spin-off) fue lanzada el 10 de mayo de 2007 y se compilaron cuatro capítulos, tres de los cuales han sido publicados en la ahora inexistente revista de novelas ligeras de MediaWorks, Dengeki hp entre el 10 de junio de 2006 y el 10 de febrero de 2007, y el último capítulo fue escrito especialmente para el lanzamiento del volumen. Un capítulo aislado de la serie derivada, originalmente publicado en febrero del 2006 en Dengeki hp fue incluido en el segundo volumen de la serie regular de novelas. Más capítulos se comenzaron a publicar en el sucesor de Dengeki hp: Dengeki Bunko Magazine el 10 de diciembre de 2007. Capítulos adicionales de la serie principal empezaron a publicarse en la misma revista el 10 de abril de 2008.

### Manga
Una adaptación a manga empezó a publicarse en la revista de manga shönen Dengeki Comic Gao! el 27 de julio de 2007, formalmente publicada por MediaWorks. El manga toma su historia de las novelas ligeras que le precedieron, y es ilustrado por Zekkyō. El manga terminó de publicarse en Dengeki Comic Gao! el 27 de enero de 2008, pero aún sigue su serialización en la revista de manga Dengeki Daioh de ASCII Media Worksdesde el 21 de marzo de 2008. El primer libro fue lanzado el 27 de febrero de 2008 bajo la etiqueta Dengeki Comics de ASCII Media Works.

### Show de radio
Un show de Radio por Internet para promover la serie de anime y otras publicaciones Toradora! llamada ToradoRadio! (とらドラジオ! Toradorajio!?) comenzó el 4 de septiembre de 2008, hospedado por Animate TV. El show es transmitido en línea cada jueves, y es conducido por Junji Majima y Eri Kitamura quienes hacen las voces de Takasu Ryüji y Kawashima Ami en el anime, respectivamente. El show tiene seiyüs adicionales del anime como invitados.

### Anime
Un aviso promocional para las novelas publicadas bajo la etiqueta Dengeki Bunko de ASCII Media Works en abril de 2008 se anunció que la adaptación de Toradora! en anime sería producida. El anime fue producido por J.C.Staff y dirigido por Tatsuyuki Nagai. Toradora! estuvo al aire por primera vez en el atardecer de Japón por la señal de TV Tokyo el 2 de octubre de 2008 y abarcó en 25 episodios la totalidad de la historia presentada en las novelas. El 21 de diciembre de 2011, fue emitido un OVA de la serie el cual se ubica cronológicamente después de las vacaciones de verano y trata sobre los intentos de Ryuji de superar a la abuela de Kitamura en habilidades culinarias.
En marzo de 2025, Selecta Visión adquirió los derechos de transmisión de la serie en España.

### Novela visual
Namco Bandai Games produjo una novela visual basada en Toradora! para la plataforma PlayStation Portable y fue lanzada en el año 2009. El jugador asumirá el rol de Takasu Ryüji, y se mostrará en un escenario original. El autor original Yuyuko Takemiya participará como un supervisor en el equipo, y el juego tendrá conexión con las novelas y el anime constando de 25 episodios y ovas.

## Recepción
En octubre de 2008, se habían vendido 1.5 millones de copias de los primeros ocho volúmenes de la serie principal y el spin-off en Japón. La serie de novelas ligeras ha estado clasificada tres veces en el libro guía de novelas ligeras de Takarajimasha Kono Light Novel ga Sugoi! publicado anualmente: sexto lugar en 2007, cuarto en 2008, y segundo en 2009. En el primer concurso Premio a la Novela Ligera de Kadokawa Shoten ocurrido en el 2007, Toradora! recibió un galardón en la categoría comedia romántica.

## Banda sonora

### Temas de apertura
- "Pre-Parade" (Episodios 2-16) por Rie Kugimiya, Yui Horie y Eri Kitamura.

- "Silky Heart" (Episodios 17-25) por Yui Horie.

### Temas de cierre
- "Vanilla Salt" (Episodios 1-16) por Yui Horie.

- "Orange" (Episodios 17-25) por Rie Kugimiya, Yui Horie y Eri Kitamura.